# 承富站
承富站（：／ Seungbu yeok */?）是嶺東線沿線的一座鐵路車站，位於韓國庆尚北道奉化郡石浦面，有無窮花號、東海聖誕列車及白頭大幹峽谷列車停靠。

## 历史
- 1956年1月1日 - 落成使用[1]。

## 车站周边
- 榮巖線開通紀念碑

## 相鄰車站
韓國鐵道公社
嶺東線
兩元－承富－石浦